# Índia nos Jogos Olímpicos de Inverno de 1992
Índia participou dos Jogos Olímpicos de Inverno de 1992, realizados em Albertville, na França. 
Foi a quarta aparição do país nos Jogos Olímpicos de Inverno onde foi representado por dois atletas, ambos homens, que competiram no esqui alpino.

## Competidores
Esta foi a participação por modalidade nesta edição:
| Esporte      | Masculino | Feminino | Total |
| ------------ | --------- | -------- | ----- |
| Esqui alpino | 2         | 0        | 2     |
| Total        | 2         | 0        | 2     |

## Desempenho

### Esqui alpino
Masculino
| Atleta             | Evento         | Descida 1 | Descida 1 | Descida 2 | Descida 2 | Total   | Total | Ref.  |
| Atleta             | Evento         | Tempo     | Pos.      | Tempo     | Pos.      | Tempo   | Pos.  | Ref.  |
| ------------------ | -------------- | --------- | --------- | --------- | --------- | ------- | ----- | ----- |
| Nanak Chand Thakur | Slalom gigante | 1:31.98   | 101º      | 1:37.05   | 82º       | 3:09.03 | 82º   | [ 3 ] |
| Nanak Chand Thakur | Slalom         | 1:30.02   | 75º       | 1:23.89   | 56º       | 2:53.91 | 58º   | [ 4 ] |
| Lal Chuni          | Slalom gigante | 1:39.56   | 109º      | DNF       | –         | DNF     | DNF   | [ 3 ] |
| Lal Chuni          | Slalom         | 1:33.80   | 78º       | 1:29.25   | 61º       | 3:03.05 | 61º   | [ 4 ] |

Legenda
| Recorde mundial      | Recorde mundial (World record)               |                       | Recorde africano                      | Recorde africano (African) |                                           | Q | Classificado por posição (Qualified) |
| Recorde olímpico     | Recorde olímpico (Olympic record)            | Recorde da América    | Recorde da América (Americas)         | q                          | Classificado por melhor tempo (Qualified) |   |                                      |
| Melhor marca do ano  | Melhor marca do ano (World leading)          | Recorde asiático      | Recorde asiático (Asian)              | DNS                        | Não largou (Did not start)                |   |                                      |
| Recorde nacional     | Recorde nacional (National record)           | Recorde europeu       | Recorde europeu (European)            | DNF                        | Não terminou (Did not finish)             |   |                                      |
| Recorde pessoal      | Recorde pessoal do atleta (Personal best)    | Recorde da Oceania    | Recorde da Oceania (Oceania)          | DSQ / DQ                   | Desclassificado (Disqualified)            |   |                                      |
| Recorde da temporada | Recorde da temporada do atleta (Season best) | Recorde sul-americano | Recorde sul-americano (South America) | NM                         | Sem marca (No mark)                       |   |                                      |